# Championnat de squash du British Open masculin 1934
Le British Open Squash Championships 1934 est la quatrième édition du British Open Squash Championships inauguré en 1931 afin que les professionnels et les amateurs puissent s'affronter. 
Il n'y a pas eu d'Open Championship en 1934, le champion en titre F. D. Amr Bey d'Egypte est occupé à défendre son titre de champion amateur tandis que le champion professionnel en titre Don Butcher répond à un défi lancé par Jim Dear. Ce défi professionnel a déterminé qui rencontrerait F. D. Amr Bey en 1935 pour le Championnat Open.